# Mistrzostwa Świata w Biegu na Orientację 1989
Mistrzostwa Świata w Biegu na Orientację 1989 – odbyły się w dniach 17–20 września 1989 roku w Skövde (Szwecja). Zawody odbyły się w dwóch konkurencjach: bieg indywidualny i sztafety.

## Wyniki
| Bieg indywidualny                                                    | Bieg indywidualny | Bieg indywidualny | Bieg indywidualny |
| -------------------------------------------------------------------- | ----------------- | ----------------- | ----------------- |
| Parametry trasy: 17.7km, 24 punktów kontrolnych, 680m przewyższenia. |                   |                   |                   |
| Miejsce                                                              | Kraj              | Imię i nazwisko   | Czas              |
| 1                                                                    | Norwegia          | Petter Thoresen   | 1:36:16           |
| 2                                                                    | Szwecja           | Kent Olsson       | 1:39:26           |
| 3                                                                    | Norwegia          | Havard Tveite     | 1:39:58           |

| Sztafety                                                    | Sztafety  | Sztafety                                                    | Sztafety |
| ----------------------------------------------------------- | --------- | ----------------------------------------------------------- | -------- |
| Parametry tras: ?km,? punktów kontrolnych,?m przewyższenia. |           |                                                             |          |
| Miejsce                                                     | Kraj      | Imię i nazwisko                                             | Czas     |
| 1                                                           | Norwegia  | Øyvin Thon Rolf Vestre Petter Thoresen Havard Tveite        | 4:06:01  |
| 2                                                           | Szwecja   | Kent Olsson Michael Wehlin Jörgen Mårtensson Håkan Eriksson | 4:09:04  |
| 3                                                           | Finlandia | Keijo Parkkinen Ari Kattainen Peter Ivars Reijo Mattinen    | 4:10:22  |

| Bieg indywidualny                                                    | Bieg indywidualny | Bieg indywidualny | Bieg indywidualny |
| -------------------------------------------------------------------- | ----------------- | ----------------- | ----------------- |
| Parametry trasy: 9.75km, 15 punktów kontrolnych, 390m przewyższenia. |                   |                   |                   |
| Miejsce                                                              | Kraj              | Imię i nazwisko   | Czas              |
| 1                                                                    | Szwecja           | Marita Skogum     | 1:04:06           |
| 2                                                                    | Czechosłowacja    | Jana Galikova     | 1:05:30           |
| 3                                                                    |                   | Alida Abola       | 1:08:13           |

| Sztafety                                                    | Sztafety       | Sztafety                                                      | Sztafety |
| ----------------------------------------------------------- | -------------- | ------------------------------------------------------------- | -------- |
| Parametry tras: ?km,? punktów kontrolnych,?m przewyższenia. |                |                                                               |          |
| Miejsce                                                     | Kraj           | Imię i nazwisko                                               | Czas     |
| 1                                                           | Szwecja        | Karin Rabe Arja Hannus Kerstin Haglund Marita Skogum          | 3:43:46  |
| 2                                                           | Czechosłowacja | Petra Wagnerova Jana Cieslarova Ada Kucharova Jana Galikova   | 3:44:01  |
| 3                                                           | Finlandia      | Marja Liisa Portin Ulla Manttari Annika Viilo Eija Koskivaara | 3:47:35  |